# WTA Tour Championships
WTA Tour-mesterskaberne, der pt. afvikles under navnet WTA Finals, er en tennisturnering, der bliver spillet hvert år som afslutning på sæsonen med deltagelse af de 8 bedste singlespillere og de 8 bedste doublepar på WTA Tour. Turneringen arrangeres af Women's Tennis Association (WTA) og betragtes som det mest prestigefyldte mesterskab efter de fire grand slam-turneringer.
I perioden 2024-26 skal turneringen spilles i Riyadh, Saudi-Arabien.

## Historie
WTA Tour Championships blev afviklet for første gang i august 1971 i Houston, Texas, USA, men var ikke årets afsluttende turnering, hvorfor denne begivenhed ikke tæller med i de officielle statistikker. Året efter flyttede turneringen til Florida og fungerede for første gang som klimaks på kvindernes sæson. Den blev afholdt i oktober fra 1972 til 1974, men blev flyttet til marts fra 1975 til 1986 på grund af sæsonens tilrettelæggelse på dette tidspunkt. Derefter valgte WTA at ændre sæsonen til det nuværende format, så den gik fra januar til november, og turneringen blev derfor lagt i slutningen af året igen. Dette er årsagen til, at der blev afholdt to mesterskaber i 1986. 
Singleturneringen er flest gange blevet spillet som en cupturnering med alt lige fra 8 til 32 spillere. Til tider har der været eksperimenteret med gruppespilsformatet, men det var først i 2003 at det nuværende format med 2 grupper med 4 spillere blev indført.
Fra 1974 til 1976 blev turneringen spillet i Los Angeles, men blev fra 1977 spillet i Madison Square Garden i New York indtil 2000 (med undtagelse af 1978, hvor Oakland var vært). Siden da har turneringen været spillet i München (2001), Los Angeles (2002-2005), Madrid (2006-2007), Doha (2008-2010), og fra 2011 til 2013 bliver turneringen spillet i Istanbul, Tyrkiet. Det nuværende spillested er Singapore, hvor turneringen skal spilles i 2014-2018.
Grundet skiftende sponsorer har WTA Tour-mesterskaberne haft en række forskellige officielle navne. I starten hed turneringen Virginia Slims Championships (1971-1978, 1983-1994), men har også været kendt som Avon Championships (1979-1982), Chase Championships (1996-2000), Sanex Championships (2001), Home Depot Championships (2002), Sony Erichsson Championships (2005-2010), TEB-BNP Paribas WTA Championships (2011-2013) og BNP Paribas WTA Finals Singapore presented by SCglobal. Der var ingen titelsponsor i 1995, 2004 og 2015.
Præmiepengene har udviklet sig kraftigt gennem årene. I 1972 var den samlede præmiesum på US$ 100.000. I 1987 var den vokset til US$ 1.000.000 og i 1995 var den fordoblet til US$ 2.000.000. I 2001 var præmiesummen på US$ 3.000.000. Da turneringen blev flyttet til Doha i 2008 tog præmiesummen et hop til US$ 4.550.000, og da turneringen igen blev flyttet i 2011 til Istanbul kom præmiesummen op på US$ 4.900.000. I 2015 nåede præmiesummen op på US$ 7.000.000.
Fra 1984 til 1998 blev finalen spillet bedst af fem sæt, og det var således den eneste turnering på WTA Tour, hvor en kamp blev spillet bedst af fem sæt. I 1999 vendte man tilbage til at spille bedst af tre sæt, ligesom man havde gjort fra 1971 til 1983. WTA Tour-mesterskaberne bliver generelt set som den femtestørste turnering på kvindernes WTA Tour efter de fire Grand Slam-turneringer (Australian Open, French Open, Wimbledon og US Open), og derfor var den i en årrække kendt som det uofficielle VM i tennis for kvinder. 
I 2009 kvalificerede Caroline Wozniacki sig som den første dansker nogensinde til WTA Tour-mesterskaberne, hvor hun spillede sig frem til semifinalen. I 2010-turneringen var hun topseedet i kraft af sin placering som nr. 1 i på WTA's verdensrangliste og nåede frem til finalen. I 2011-turneringen var hun igen topseedet stadig på grund af sin placering som nr. 1 i på verdensranglisten. I 2017 vandt Wozniacki sin største titel til dato, nemlig sæsonfinalerne, med en sejr over Venus Williams, som hun indtil da havde tabt til i samtlige indbyrdes opgør.

## Spillesteder
| By            | År        | Arena                                | Kapacitet | Underlag       |
| ------------- | --------- | ------------------------------------ | --------- | -------------- |
| Boca Raton    | 1972–1973 | Boca Raton Hotel & Club              | ?         | Grus (Har-Tru) |
| Los Angeles   | 1974–1976 | Los Angeles Arena                    | 14.800    | Tæppe          |
| New York City | 1977      | Madison Square Garden                | 18.000    | Tæppe          |
| Oakland       | 1978      | Oakland Arena                        | 13.200    | Tæppe          |
| New York      | 1979–2000 | Madison Square Garden                | 18.000    | Tæppe          |
| München       | 2001      | Olympiahalle                         | 12.000    | Hardcourt      |
| Los Angeles   | 2002–2005 | Staples Center                       | 17.000    | Hardcourt      |
| Madrid        | 2006–2007 | Madrid Arena                         | 10.500    | Hardcourt      |
| Doha          | 2008–2010 | Khalifa International Tennis Complex | 6.911     | Hardcourt      |
| Istanbul      | 2011–2013 | Sinan Erdem Dome                     | 15.000    | Hardcourt      |
| Singapore     | 2014–2018 | Singapore Indoor Stadium             | 12.000    | Hardcourt      |
| Shenzhen      | 2019      | Shenzhen Longgang Tennis Center      | 12.000    | Hardcourt      |
| Guadalajara   | 2021      | Centro Panamericano de Tenis         | 16.639    | Hardcourt      |
| Fort Worth    | 2022      | Dickies Arena                        | 13.300    | Hardcourt      |
| Cancún        | 2023      | Paradisus Arena                      | ?         | Hardcourt      |
| Riyadh        | 2024-2026 | King Saud University Indoor Arena    | ?         | Hardcourt      |

## Vindere og finalister

### Single
I perioden 1984-98 blev finalen i damesingle spillet bedst af fem sæt, som den eneste kamp på WTA Tour i løbet af sæsonen.
| År          | Vinder                                   | Finalist                                 | Finaleresultat                           |
| ----------- | ---------------------------------------- | ---------------------------------------- | ---------------------------------------- |
| 1972        | Chris Evert                              | Kerry Melville Reid                      | 7–5, 6–4                                 |
| 1973        | Chris Evert (2)                          | Nancy Richey Gunter                      | 6–3, 6–3                                 |
| 1974        | Evonne Goolagong                         | Chris Evert                              | 6–3, 6–4                                 |
| 1975        | Chris Evert (3)                          | Martina Navrátilová                      | 6–4, 6–2                                 |
| 1976        | Evonne Cawley (2)                        | Chris Evert                              | 6–3, 5–7, 6–3                            |
| 1977        | Chris Evert (4)                          | Sue Barker                               | 2–6, 6–1, 6–1                            |
| 1978        | Martina Navrátilová                      | Evonne Cawley                            | 7–6(0), 6–4                              |
| 1979        | Martina Navrátilová (2)                  | Tracy Austin                             | 6–3, 3–6, 6–2                            |
| 1980        | Tracy Austin                             | Martina Navrátilová                      | 6–2, 2–6, 6–2                            |
| 1981        | Martina Navrátilová (3)                  | Andrea Jaeger                            | 6–3, 7–6(3)                              |
| 1982        | Sylvia Hanika                            | Martina Navrátilová                      | 1–6, 6–3, 6–4                            |
| 1983        | Martina Navrátilová (4)                  | Chris Evert                              | 6–2, 6–0                                 |
| 1984        | Martina Navrátilová (5)                  | Chris Evert                              | 6–3, 7–5, 6–1                            |
| 1985        | Martina Navrátilová (6)                  | Helena Suková                            | 6–3, 7–5, 6–4                            |
| 1986 (mar.) | Martina Navrátilová (7)                  | Hana Mandlíková                          | 6–2, 6–0, 3–6, 6–1                       |
| 1986 (nov.) | Martina Navrátilová (8)                  | Steffi Graf                              | 7–6(6), 6–3, 6–2                         |
| 1987        | Steffi Graf                              | Gabriela Sabatini                        | 4–6, 6–4, 6–0, 6–4                       |
| 1988        | Gabriela Sabatini                        | Pam Shriver                              | 7–5, 6–2, 6–2                            |
| 1989        | Steffi Graf (2)                          | Martina Navrátilová                      | 6–4, 7–5, 2–6, 6–2                       |
| 1990        | Monica Seles                             | Gabriela Sabatini                        | 6–4, 5–7, 3–6, 6–4, 6–2                  |
| 1991        | Monica Seles (2)                         | Martina Navrátilová                      | 6–4, 3–6, 7–5, 6–0                       |
| 1992        | Monica Seles (3)                         | Martina Navrátilová                      | 7–5, 6–3, 6–1                            |
| 1993        | Steffi Graf (3)                          | Arantxa Sánchez Vicario                  | 6–1, 6–4, 3–6, 6–1                       |
| 1994        | Gabriela Sabatini (2)                    | Lindsay Davenport                        | 6–3, 6–2, 6–4                            |
| 1995        | Steffi Graf (4)                          | Anke Huber                               | 6–1, 2–6, 6–1, 4–6, 6–3                  |
| 1996        | Steffi Graf (5)                          | Martina Hingis                           | 6–3, 4–6, 6–0, 4–6, 6–0                  |
| 1997        | Jana Novotná                             | Mary Pierce                              | 7–6(4), 6–2, 6–3                         |
| 1998        | Martina Hingis                           | Lindsay Davenport                        | 7–5, 6–4, 4–6, 6–2                       |
| 1999        | Lindsay Davenport                        | Martina Hingis                           | 6–4, 6–2                                 |
| 2000        | Martina Hingis (2)                       | Monica Seles                             | 6–7(5), 6–4, 6–4                         |
| 2001        | Serena Williams                          | Lindsay Davenport                        | w.o.                                     |
| 2002        | Kim Clijsters                            | Serena Williams                          | 7–5, 6–3                                 |
| 2003        | Kim Clijsters (2)                        | Amélie Mauresmo                          | 6–2, 6–0                                 |
| 2004        | Marija Sjarapova                         | Serena Williams                          | 4–6, 6–2, 6–4                            |
| 2005        | Amélie Mauresmo                          | Mary Pierce                              | 5–7, 7–6(3), 6–4                         |
| 2006        | Justine Henin                            | Amélie Mauresmo                          | 6–4, 6–3                                 |
| 2007        | Justine Henin (2)                        | Marija Sjarapova                         | 5–7, 7–5, 6–3                            |
| 2008        | Venus Williams                           | Vera Zvonarjova                          | 6–7(5), 6–0, 6–2                         |
| 2009        | Serena Williams (2)                      | Venus Williams                           | 6–2, 7–6(4)                              |
| 2010        | Kim Clijsters (3)                        | Caroline Wozniacki                       | 6–3, 5–7, 6–3                            |
| 2011        | Petra Kvitová                            | Viktorija Azarenka                       | 7–5, 4–6, 6–3                            |
| 2012        | Serena Williams (3)                      | Marija Sjarapova                         | 6–4, 6–3                                 |
| 2013        | Serena Williams (4)                      | Li Na                                    | 2–6, 6–3, 6–0                            |
| 2014        | Serena Williams (5)                      | Simona Halep                             | 6–3, 6–0                                 |
| 2015        | Agnieszka Radwańska                      | Petra Kvitová                            | 6–2, 4–6, 6–3                            |
| 2016        | Dominika Cibulková                       | Angelique Kerber                         | 6–3, 6–4                                 |
| 2017        | Caroline Wozniacki                       | Venus Williams                           | 6–4, 6–4                                 |
| 2018        | Elina Svitolina                          | Sloane Stephens                          | 3–6, 6–2, 6–2                            |
| 2019        | Ashleigh Barty                           | Elina Svitolina                          | 6–4, 6–3                                 |
| 2020        | Ingen turnering pga. COVID-19-pandemien. | Ingen turnering pga. COVID-19-pandemien. | Ingen turnering pga. COVID-19-pandemien. |
| 2021        | Garbiñe Muguruza                         | Anett Kontaveit                          | 6–3, 7–5                                 |
| 2022        | Caroline Garcia                          | Aryna Sabalenka                          | 7–6(4), 6–4                              |
| 2023        | Iga Świątek                              | Jessica Pegula                           | 6–1, 6–0                                 |
| 2024        | Coco Gauff                               | Zheng Qinwen                             | 3–6, 6–4, 7–6(2)                         |

### Double
| År          | Vindere                                            | Finalister                               | Finaleresultat                           |
| ----------- | -------------------------------------------------- | ---------------------------------------- | ---------------------------------------- |
| 1972        | Intet doublemesterskab                             | Intet doublemesterskab                   | Intet doublemesterskab                   |
| 1973        | Rosemary Casals Margaret Court                     | Françoise Dürr Betty Stöve               | 6–2, 6–4                                 |
| 1974        | Rosemary Casals (2) Billie Jean King               | Françoise Dürr Betty Stöve               | 6–1, 6–7(2), 7–5                         |
| 1975        | Margaret Court (2) Virginia Wade                   | Rosemary Casals Billie Jean King         | 6–7(2), 7–6(2), 6–2                      |
| 1976        | Billie Jean King (2) Betty Stöve                   | Mona Guerrant Ann Kiyomura               | 6-3, 6-2                                 |
| 1977        | Martina Navratilova Betty Stöve (2)                | Françoise Dürr Virginia Wade             | 7–5, 6–3                                 |
| 1978        | Billie Jean King (3) Martina Navratilova (2)       | Virginia Wade Françoise Dürr             | 6-4, 6-4                                 |
| 1979        | Françoise Dürr Betty Stöve (3)                     | Sue Barker Ann Kiyomura                  | 7–6, 7–6                                 |
| 1980        | Billie Jean King (4) Martina Navratilova (3)       | Rosemary Casals Wendy Turnbull           | 6–3, 4–6, 6–3                            |
| 1981        | Martina Navratilova (4) Pam Shriver                | Barbara Potter Sharon Walsh              | 6–0, 7–6(6)                              |
| 1982        | Martina Navratilova (5) Pam Shriver (2)            | Kathy Jordan Anne Smith                  | 6–4, 6–3                                 |
| 1983        | Martina Navratilova (6) Pam Shriver (3)            | Claudia Kohde-Kilsch Eva Pfaff           | 7–5, 6–2                                 |
| 1984        | Martina Navratilova (7) Pam Shriver (4)            | Jo Durie Ann Kiyomura                    | 6–3, 6–1                                 |
| 1985        | Martina Navratilova (8) Pam Shriver (5)            | Claudia Kohde-Kilsch Helena Suková       | 6–7(4), 6–4, 7–6(5)                      |
| 1986 (mar.) | Hana Mandlíková Wendy Turnbull                     | Claudia Kohde-Kilsch Helena Suková       | 6–4, 6–7(4), 6–3                         |
| 1986 (nov.) | Martina Navratilova (9) Pam Shriver (6)            | Claudia Kohde-Kilsch Helena Suková       | 7–6(1), 6–3                              |
| 1987        | Martina Navratilova (10) Pam Shriver (7)           | Claudia Kohde-Kilsch Helena Suková       | 6–1, 6–1                                 |
| 1988        | Martina Navratilova (11) Pam Shriver (8)           | Larisa Savchenko Natalija Zvereva        | 6–3, 6–4                                 |
| 1989        | Martina Navratilova (12) Pam Shriver (9)           | Larisa Savchenko Natalija Zvereva        | 6–3, 6–2                                 |
| 1990        | Kathy Jordan Elizabeth Smylie                      | Mercedes Paz Arantxa Sánchez Vicario     | 7–6(4), 6–4                              |
| 1991        | Martina Navratilova (13) Pam Shriver (10)          | Gigi Fernández Jana Novotná              | 4–6, 7–5, 6–4                            |
| 1992        | Arantxa Sánchez Vicario Helena Suková              | Jana Novotná Larisa Neiland              | 7–6(4), 6–1                              |
| 1993        | Gigi Fernández Natalija Zvereva                    | Jana Novotná Larisa Neiland              | 6–3, 7–5                                 |
| 1994        | Gigi Fernández (2) Natasja Zvereva (2)             | Jana Novotná Arantxa Sánchez Vicario     | 6–3, 6–7(4), 6–3                         |
| 1995        | Jana Novotná Arantxa Sánchez Vicario (2)           | Gigi Fernández Natasja Zvereva           | 6–2, 6–1                                 |
| 1996        | Lindsay Davenport Mary Joe Fernández               | Jana Novotná Arantxa Sánchez Vicario     | 6–3, 6–2                                 |
| 1997        | Lindsay Davenport (2) Jana Novotná (2)             | Alexandra Fusai Nathalie Tauziat         | 6–7(5), 6–3, 6–2                         |
| 1998        | Lindsay Davenport (3) Natasja Zvereva (3)          | Alexandra Fusai Nathalie Tauziat         | 6–7(6), 7–5, 6–3                         |
| 1999        | Martina Hingis Anna Kurnikova                      | Arantxa Sánchez Vicario Larisa Neiland   | 6–4, 6–4                                 |
| 2000        | Martina Hingis (2) Anna Kurnikova (2)              | Nicole Arendt Manon Bollegraf            | 6–2, 6–3                                 |
| 2001        | Lisa Raymond Rennae Stubbs                         | Cara Black Jelena Likhovtseva            | 7–5, 3–6, 6–3                            |
| 2002        | Jelena Dementjeva Janette Husárová                 | Cara Black Jelena Likhovtseva            | 4–6, 6–4, 6–3                            |
| 2003        | Virginia Ruano Pascual Paola Suárez                | Kim Clijsters Ai Sugiyama                | 6–4, 3–6, 6–3                            |
| 2004        | Nadija Petrova Meghann Shaughnessy                 | Cara Black Rennae Stubbs                 | 7–5, 6–2                                 |
| 2005        | Lisa Raymond (2) Samantha Stosur                   | Cara Black Rennae Stubbs                 | 6–7(5), 7–5, 6–4                         |
| 2006        | Lisa Raymond (3) Samantha Stosur (2)               | Cara Black Rennae Stubbs                 | 3–6, 6–3, 6–3                            |
| 2007        | Cara Black Liezel Huber                            | Katarina Srebotnik Ai Sugiyama           | 5–7, 6–3, [10–8]                         |
| 2008        | Cara Black (2) Liezel Huber (2)                    | Květa Peschke Rennae Stubbs              | 6–1, 7–5                                 |
| 2009        | Nuria Llagostera Vives María José Martínez Sánchez | Cara Black Liezel Huber                  | 7–6(0), 5–7, [10–7]                      |
| 2010        | Gisela Dulko Flavia Pennetta                       | Květa Peschke Katarina Srebotnik         | 7–5, 6–4                                 |
| 2011        | Liezel Huber (3) Lisa Raymond (4)                  | Květa Peschke Katarina Srebotnik         | 6–4, 6–4                                 |
| 2012        | Marija Kirilenko Nadija Petrova                    | Andrea Hlaváčková Lucie Hradecká         | 6–1, 6–4                                 |
| 2013        | Hsieh Su-wei Peng Shuai                            | Jekaterina Makarova Jelena Vesnina       | 6–4, 7–5                                 |
| 2014        | Cara Black (3) Sania Mirza                         | Hsieh Su-wei Peng Shuai                  | 6–1, 6–0                                 |
| 2015        | Martina Hingis (3) Sania Mirza (2)                 | Garbiñe Muguruza Carla Suárez Navarro    | 6–0, 6–3                                 |
| 2016        | Jekaterina Makarova Jelena Vesnina                 | Bethanie Mattek-Sands Lucie Šafářová     | 7–6(5), 6–3                              |
| 2017        | Tímea Babos Andrea Hlaváčková                      | Kiki Bertens Johanna Larsson             | 4–6, 6–4, [10–5]                         |
| 2018        | Tímea Babos (2) Kristina Mladenovic                | Barbora Krejčíková Kateřina Siniaková    | 6–4, 7–5                                 |
| 2019        | Tímea Babos (3) Kristina Mladenovic (2)            | Hsieh Su-Wei Barbora Strýcová            | 6–4, 7–5                                 |
| 2020        | Ingen turnering pga. COVID-19-pandemien.           | Ingen turnering pga. COVID-19-pandemien. | Ingen turnering pga. COVID-19-pandemien. |
| 2021        | Barbora Krejčíková Kateřina Siniaková              | Hsieh Su-Wei Elise Mertens               | 6–3, 6–4                                 |
| 2022        | Veronika Kudermetova Elise Mertens                 | Barbora Krejčíková Kateřina Siniaková    | 6–3, 6–4                                 |
| 2023        | Laura Siegemund Vera Zvonarjova                    | Nicole Melichar-Martinez Ellen Perez     | 6–4, 6–4                                 |
| 2024        | Gabriela Dabrowski Erin Routliffe                  | Kateřina Siniaková Taylor Townsend       | 7–5, 6–3                                 |